# روبرت جاك
روبرت جاك (بالإنجليزية: Robert Jack)‏ هو فيزيائي نيوزيلندي، ولد في 4 نوفمبر 1877، وتوفي في 1 مايو 1957.